# Драковці
Драковці (словен. Drakovci) — поселення в общині Лютомер, Помурський регіон, Словенія. Висота над рівнем моря: 278,6 м.